# Montferrant
Montferrant is de naam van een kasteel dat zich bevonden heeft op het grondgebied van Batsheers. Het was gelegen iets ten noorden van de hoeve De Montferratstraat 2.

## Geschiedenis
Diverse 13e-eeuwse documenten maken melding van een vrije heerlijkheid op het grondgebied van Batsheers. Er was sprake van ene Yves de Montferrant welke elf dochters had. Dezen werden allen uitgehuwelijkt aan adellijke personen. Ook in 1240 werd, in een document van de Abdij van Herkenrode, ene Ulric de Montferrant genoemd, die inkomsten uit dit leen had. Ook werd Montferrat genoemd in het Boek der Leenmannen van Hertog Jan III van Brabant, uit 1315, aangezien Montferrat een Brabants leen was. Er was sprake van diverse gebouwen en landerijen. Ook zou er een kapel geweest zijn.
Op 2 april 1682 stierf de laatste telg uit het geslacht De Montferrant. Zijn grafsteen is te vinden in de Sint-Stefanuskerk. Op deze grafsteen is ook het wapen van het geslacht De Montferrant te vinden. Nadien raakte het kasteel in verval.

## Huidige situatie
Op de Ferrariskaarten (1771-1777) staat het kasteel, en ook de hoeve ten zuiden ervan, afgebeeld. Het kasteel was toen een U-vormig gebouw. De omgrachting was toen nog aanwezig, maar in de Atlas van de Buurtwegen uit 1843 werd de site Oud Kasteel Ferme genoemd. Een deel van de westvleugel, en ook de omgrachting, was toen verdwenen. Later verdween het kasteel geheel.
De hoeve, ten zuiden van het kasteel, veranderde aanzienlijk. Was het in 1775 een L-vormig gebouw, nu is het een gesloten hoeve, een verandering die eind 19e of begin 20e eeuw moet hebben plaatsgevonden. Slechts het woonhuis stamt nog uit 1775. De schuur werd afgebroken en vervangen door een nieuwe, waarin zich nog een uit de oude schuur afkomstige gevelsteen bevindt waarop een jaartal, mogelijk 1737, is te lezen.